# Новосонченский повет
Новосонченский повет (пол. Powiat nowosądecki) — повет (район) в Польше, входит как административная единица в Малопольское воеводство. Центр повета — город Новы-Сонч (в состав повета не входит). Занимает площадь 1550,24 км². Население — 196 626 человек (на 2005 год).
Состав повета:

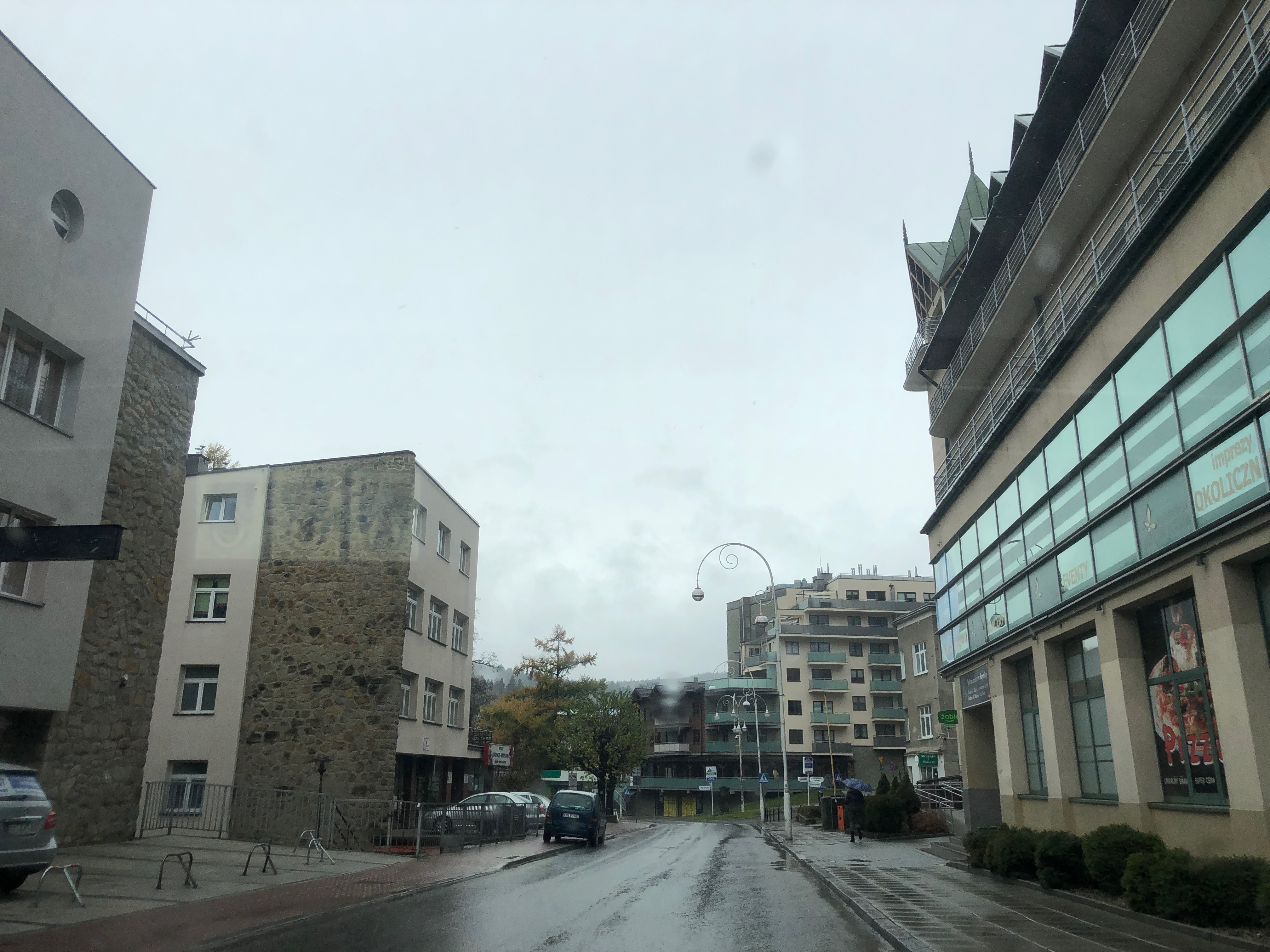
Крыница-Здруй

- города: Грыбув, Крыница-Здруй, Мушина, Пивнична-Здруй, Стары-Сонч
- городские гмины: Грыбув
- городско-сельские гмины: Гмина Крыница-Здруй, Гмина Мушина, Гмина Пивнична-Здруй, Гмина Стары-Сонч
- сельские гмины: Гмина Грудек-над-Дунайцем, Гмина Грыбув, Гмина Камёнка-Велька, Гмина Коженна, Гмина Лабова, Гмина Лонцко, Гмина Лососина-Дольна, Гмина Навоёва, Гмина Подегродзе, Гмина Рытро, Гмина Хелмец

## Демография
Население повета дано на 2005 год.
| Перепись            | Всего   | Всего | Женщины | Женщины | Мужчины | Мужчины |
| ------------------- | ------- | ----- | ------- | ------- | ------- | ------- |
|                     | чел.    | %     | чел.    | %       | чел.    | %       |
| Всего               | 196 626 | 100   | 98 589  | 50,1    | 98 037  | 49,9    |
| Городское население | 37 180  | 100   | 19 291  | 51,9    | 17 889  | 48,1    |
| Сельское население  | 159 446 | 100   | 79 298  | 49,7    | 80 148  | 50,3    |